# Rodolfo Azzi
Rodolpho Azzi (Piracicaba, São Paulo, 1927 - 1993) foi um filósofo e intelectual brasileiro que contribuiu com estudos para a Psicologia brasileira.

## Biografia
Rodolpho Azzi estudou no Colégio Militar do Rio de Janeiro, no Instituto Mackenzie de São Paulo e na Faculdade de Filosofia, Ciências e Letras da Universidade de São Paulo (USP), onde concluiu o curso de Filosofia antes do desdobramento que deu origem aos cursos de Sociologia e Psicologia. Sua carreira teve inicio como professor de Filosofia e Sociologia no ensino público. Quando viajou para o Paraguai e passou a ensinar Psicologia. 
Foi professor de psicologia na Universidade de Brasília (UnB) no começo da década de 1960.  Ainda na década de 1960 teve importante participação nos processos de recepção e circulação da Análise do comportamento no Brasil. Foi um dos assistentes do professor estadunidense Fred Keller no Instituto de Psicologia da Universidade de São Paulo USP. Entre os anos de 1963 e 1965 foi Secretário geral da  Associação Brasileira de Psicólogos. Coordenou a equipe de tradutores do livro Science and Human Behavior de autoria de B. F. Skinner.
Em 1965 teve sua carreira como professor universitário interrompida pelo regime militar, resultado das suas convicções e militância política, sendo detido da UnB e logo depois perseguido e preso pelo Regime militar. No período da redemocratização do Brasil obteve convites formais, mas não se reintegrou a universidade. Retornando ao país lecionou na Faculdade de Filosofia, Ciências e Letras de São José do Rio Preto (SP), na Escola de Administração de Empresas da Fundação Getúlio Vargas 
(SP), na Faculdade de Filosofia, Ciências e Letras da USP (SP) e no Instituto de Psicologia da UnB (DF). Desenvolveu atividades profissionais como assessoria técnica para a Fundação de Amparo à Pesquisa do Estado de São Paulo (FAPESP), entre 1962 e 1963, e escreveu os capítulos de Psicologia do curso de Ciências Humanas produzido e publicado pela TV Cultura entre 1968 e 1970.
É ainda hoje lembrado por seu legado ao ensino da Psicologia e por sua atuação na formação de expressivos representantes da Psicologia experimental. 